# Довлатов, Илькин
Илькин Довлатов (азерб. İlkin Dövlətov; род. 16 июня 1990, Баку) — азербайджанский певец и автор песен. Представитель Азербайджана на конкурсе «Евровидение-2024» с песней «Özünlə apar», совместно с Фахри Исмаиловым.

## Биография
Довлатов родился в 1990 году в Баку. Он вырос в музыкальной семье, и его отец стал для него главным вдохновителем в начале музыкальной карьере. В возрасте четырех лет Довлатов исполнил свою первую песню «Qəlbimdə qaldı». В школьные годы учитель музыки обнаружил у Довлатова талант к пению и поощрял его мечту исполнять свою музыку.
В 2023 году Довлатов участвовал в конкурсе «Голос Азербайджана» (версия для местных песен). Его наставником был Илкар Хаял, и он занял второе место на конкурсе. Довлатов также участвовал в песенном конкурсе «Звезда Азербайджана».
В конце октября 2023 года İctimai Television (İTV) объявило, что трио, состоящее из Илькина Довлатова, Милы Милес и Этибара Асадли, стало одним из шестнадцати финалистов азербайджанского отбора 2024 года на конкурс песни «Евровидение», и на следующей неделе было объявлено, что они вошли в число шести участников, прошедших в финальный этап. Их песня называлась «Insanlar». 7 марта 2024 года Фахри был объявлен выбранным кандидатом. Однако 13 марта 2024 года было объявлено, что Довлатов будет аккомпанировать Фахри на сцене, исполнив песню «Özünlə apar». Дуэт не смог пройти в первый полуфинал 7 мая 2024 года, заняв 14-е место из 15 с 11 очками.

## Дискография

### Расширенные воспроизведения
| Название    | Подробные сведения                                                                                                |
| ----------- | --- |
| Yaşa ürəyim | - Дата выхода: 27 сентября 2024 - Лейбл: Независимая музыка - Форматы: Цифровое скачивание, Потоковое мультимедиа |

### Синглы

#### В качестве ведущего исполнителя
| Название                                    | Год  | Альбом             |
| ------------------------------------------- | ---- | ------------------ |
| "Ters"                                      | 2023 | Неальбомные синглы |
| "Gecələr"                                   | 2023 | Неальбомные синглы |
| "İnsanlar" (с Mila Miles и Etibar Asadli)   | 2024 | Неальбомные синглы |
| "Azərbaycan" (с Фахри)                      | 2024 | Неальбомные синглы |
| "Salam gətirmişəm"                          | 2024 | Неальбомные синглы |
| "Getmə"                                     | 2024 | Неальбомные синглы |
| "Yandırdın qəlbimi" (с Nazpəri Dostəliyeva) | 2024 | Неальбомные синглы |

#### Совместное участие
| Название                                                               | Год  | Альбом             |
| ---------------------------------------------------------------------- | ---- | ------------------ |
| "Özünlə apar" (Фахри featuring Ilkin Dovlatov)                         | 2024 | Неальбомные синглы |
| "Ağla" (Xanım İsmayılqızı featuring Ilkin Dovlatov and Leyla Rəhimova) | 2024 | Неальбомные синглы |
| "Gəlməmiş" (Vüqar Camalzadə featuring Ilkin Dovlatov)                  | 2024 | Dövri-səda         |